# Paradieseisvögel
Die Paradieseisvögel (Tanysiptera) bilden eine Gattung der Vögel innerhalb der Familie der Eisvögel (Alcedinidae). Zu dieser Gattung gehören acht Arten, die in Australien, auf Neuguinea, den Molukken und einzelnen Inseln der Wallacea vorkommen. Der Verbreitungsschwerpunkt der Gattung ist Neuguinea. In Australien kommt mit dem Paradiesliest nur eine Art vor.
Mehrere Arten der Gattung sind ausgesprochene Inselendemiten. Die Bestandssituation einer Art, nämlich des nur auf der Insel Kofiau westlich von Neuguinea vorkommenden Elliotliest wird von der IUCN mit gefährdet (vulnerable) eingestuft. Der mit mehreren Unterarten auf Inseln und Inselgruppen vorkommende Spatelliest ist die Art mit dem größten Verbreitungsgebiet.

## Merkmale

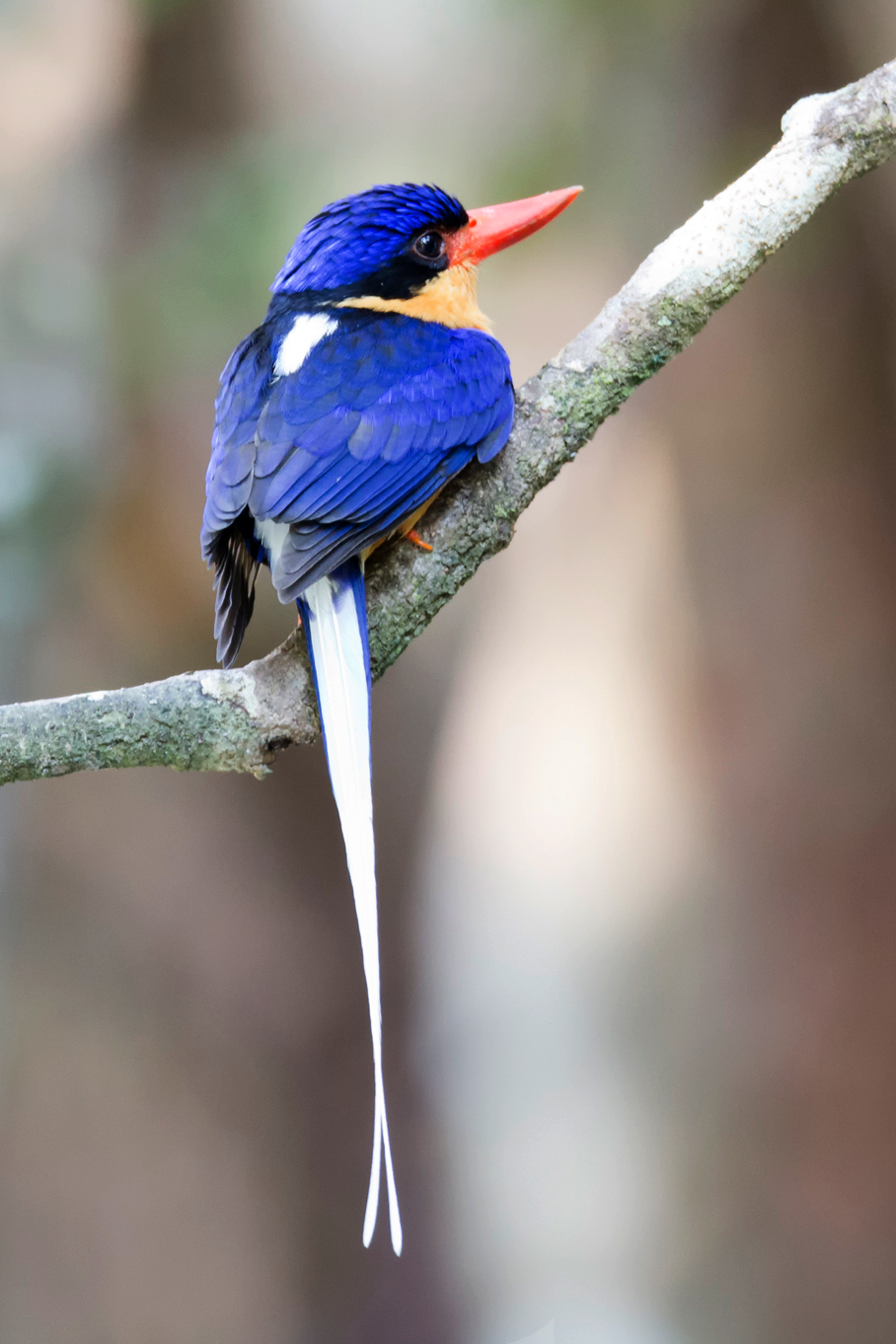
Paradiesliest

Die kleinste Art unter den Paradieseisvögeln ist der Braunmantelliest. Er erreicht inklusive der verlängerten Steuerfedern eine Körperlänge von 28 bis 30 Zentimetern. Die größten Arten erreichen eine Körperlänge von rund 38 Zentimetern. Sie sind damit vergleichsweise kleine Eisvögel.
Abgesehen von Braunmantelliest und Nymphenliest sind Paradieseisvögel auf der Körperoberseite überwiegend blau und türkisblau gefiedert. Typisch sind eine blaue Kappe, schwarze oder türkisblaue Überaugenstreifen sowie ein schwarzblauer Mantel. Am ausgeprägtesten ist die Blaufärbung beim Numforliest, bei dem nur der untere Rücken, der Bürzel und die Unterschwanzdecken weiß sind. Das übrige Gefieder ist blau, wobei die Flügel an den Schulterfedern und den Schirmfedern fast schwarz sind. Bei der größeren Zahl der Arten ist der Weißanteil auf der Körperunterseite größer. Allen Arten gemeinsam ist der rote Schnabel, der am Ende leicht aufgeworfen ist. Wesentliches Merkmal der Gattung sind allerdings das stark verlängerte mittlere Steuerfederpaar, welches das übrige Schwanzgefieder bis zu 11 Zentimeter überragt. Das Ende ist häufig spatelförmig verbreitet. Das Schwanzgefieder ist blau, hälftig blau und weiß, weiß mit blauen Federsäumen oder reinweiß.

## Verbreitung und Lebensräume
Der Verbreitungsschwerpunkt der Gattung ist Neuguinea: Auf dieser 786.000 km² großen Insel kommen mehrere Arten vor. Daneben gibt es mehrere Inselendemiten, die auf Inseln der Molukken und des Louisiade-Archipels vorkommen. Die meisten Paradieseisvögel sind Standvögel. Lediglich der auch im äußersten Nordosten Australiens vorkommende Paradiesliest, zieht im Winterhalbjahr nach Neuguinea.
Der Spatelliest hat unter den Paradieseisvögeln die größte Verbreitung. Er kommt in 15 Unterarten auf Neuguinea und Inseln der Molukken sowie des Louisiade-Archipels vor. Auf Neuguinea selbst leben mehrere Unterarten des Spatelliests, die übrigen Unterarten sind in ihrer Verbreitung auf einzelne Inseln oder Inselgruppen beschränkt. Nur auf Neuguinea kommen der Nymphenliest und der Braunmantelliest vor. Der Feenliest ist auf den indonesischen Aru-Inseln und im äußersten Süden von Neuguinea beheimatet. Vermutet wird, dass der Feenliest vom Spatelliest abstammt und sich auf Aru zur eigenständigen Art entwickelte. Von dort aus besiedelte er Neuguinea, wo sich heute das Verbreitungsgebiet der beiden Arten überlappt. Die beiden Arten bringen keine natürlichen Hybriden hervor. Auch der Elliotliest ist mit dem Spatelliest eng verwandt. Er kommt nur auf der vor der Westküste von Neuguinea gelegenen indonesischen Insel Kofiau vor. Auf zwei Inseln in der ostindonesischen Cenderawasih-Bucht kommt der Biakliest vor. Auf einer nördlich der Cenderawasih-Bucht liegenden Insel ist der Numforliest beheimatet.

## Arten
Es werden acht Arten unterschieden:

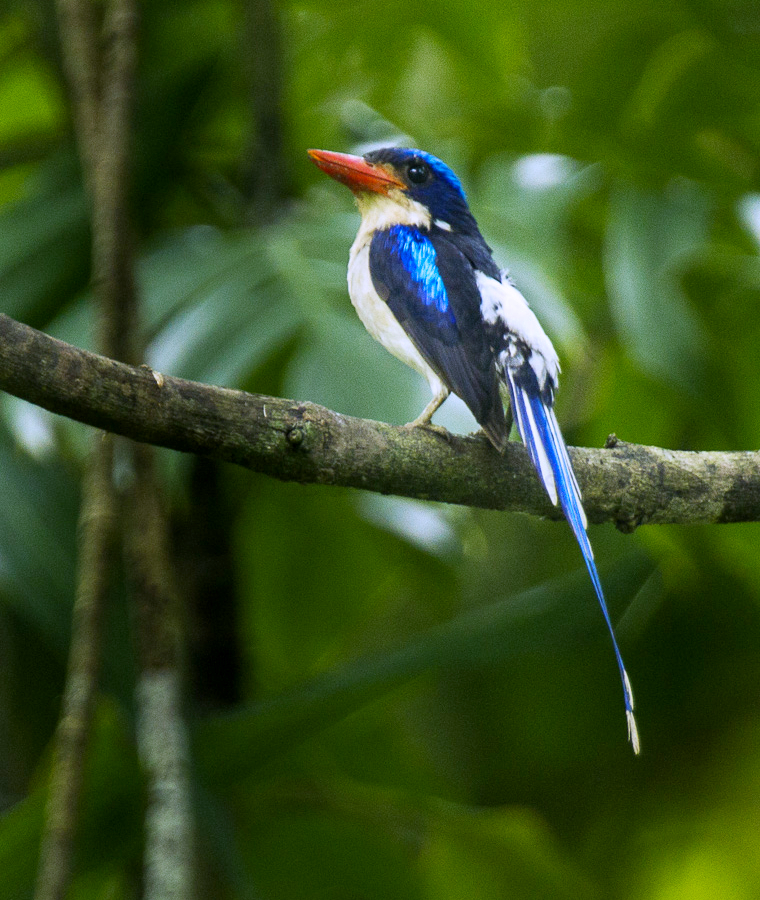
Spatelliest, Halmahera

- Feenliest (Tanysiptera hydrocharis)
- Spatelliest (Tanysiptera galatea)
- Elliotliest (Tanysiptera ellioti)
- Biakliest (Tanysiptera riedelii)
- Numforliest (Tanysiptera carolinae)
- Nymphenliest (Tanysiptera nympha)
- Braunmantelliest (Tanysiptera danae)
- Paradiesliest (Tanysiptera sylvia)

## Einzelbelege
1. ↑   Handbook of the Birds of the World zum Elliotliest, aufgerufen am 22. Juni 2017
2. 1 2   Beehler &. Pratt: Birds of New Guinea. S. 223.
3. ↑   Handbook of the Birds of the World zum Braunmantelliest, aufgerufen am 22. Juni 2017
4. ↑   Handbook of the Birds of the World zum Feenliest, aufgerufen am 22. Juni 2017